# Adolphe Boucard
Pour les articles homonymes, voir Boucard.
Adolphe Boucard est un ornithologue français né en 1839 et mort le 15 mars 1905 à Hampstead.
Il passe plus de 40 ans à chasser les oiseaux pour les étudier mais aussi pour faire le commerce de leurs plumes. Il récolte beaucoup en Amérique centrale et du Sud.
Boucard se retire à Londres en 1890 puis sur l’île de Wight. Il fait notamment paraître une revue intitulée The Humming Bird, a monthly scientific, artistic and industrial review durant quelques mois en 1892.
Lui a été dédié :
- le Tinamou de Boucard (Crypturellus boucardi) par P.L. Sclater
- l'Ariane de Boucard par Étienne Mulsant

... ainsi qu'une sous-espèce du Tohi à calotte fauve, de la Granatelle à plastron, du Grisin étoilé et de l'Alapi à ventre blanc.

## Liste partielle des publications
- Méthode à la portée de tous, pour se faire 2 000 à 5 000 francs de rente en s'instruisant et en s'amusant, ou Guide pour collecter, préparer et expédier des collections d'histoire naturelle (A. Boucard, Londres, 1871).
- Plusieurs Notes sur quelques trochilidés (Annales de la Société linnéenne de Lyon, Lyon, 1874, 1875).
- Catalogus avium hucusque descriptorum (Londres, 1876).
- Liste des oiseaux récoltés au Guatemala en 1877 (Annales de la Société linnéenne de Lyon, 1878).
- République de Guatémala... Notice sur les objets exposés par la République de Guatémala et par Adolphe Boucard à l'Exposition universelle de Paris (Imprimerie de Oberthür, Rennes, 1878).
- Sauvetage du Panama (Imprimerie de P. Bousrez, Tours, 1892).
- Catalogue de la collection de coquilles terrestres de M. Adolphe Boucard (Imprimerie de P. Bousrez, Tours, 1892).